# The Who Collection
The Who Collection é uma coletânea da banda de rock britânica The Who lançada em outubro de 1985 pela Polydor Records. Editada em dois volumes, destaca-se por ser uma das poucas aparições em CD da versão estentida de "Magic Bus".

## Faixas
Todas as canções compostas por Pete Townshend, exceto onde especificado em contrário.
Volume um
1. "I Can't Explain" – 2:07
2. "Anyway, Anyhow, Anywhere" (Daltrey & Townshend) – 2:42
3. "My Generation" – 3:17
4. "Substitute" – 3:49
5. "A Legal Matter" – 2:49
6. "The Kids Are Alright" – 3:05
7. "I'm a Boy" – 2:39
8. "Happy Jack" – 2:13
9. "Boris the Spider" (John Entwistle) – 2:29
10. "Pictures of Lily" – 2:44
11. "I Can See for Miles" – 4:08
12. "Won't Get Fooled Again" – 8:32
13. "The Seeker" – 3:12
14. "Let's See Action" – 3:57
15. "Join Together" – 4:22
16. "Relay" – 3:54
17. "Love, Reign o'er Me" – 6:01
18. "Squeeze Box" – 2:41

Volume dois
1. "Who Are You" – 5:04
2. "Long Live Rock" – 3:59
3. "5:15" – 4:19
4. "Magic Bus" – 4:36
5. "Summertime Blues" (ao vivo) (Cochran/Capehart) – 3:27
6. "Shakin' All Over" (ao vivo) (Heath) – 4:31
7. "Pinball Wizard" – 3:01
8. "The Acid Queen" – 3:35
9. "I'm Free" – 2:40
10. "We're Not Gonna Take It" – 7:03
11. "Baba O'Riley" – 4:59
12. "Behind Blue Eyes" – 3:41
13. "Bargain" – 5:33